# Ludwig von Falkenhausen

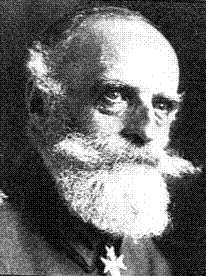
General Ludwig von Falkenhausen.

Ludwig von Falkenhausen, född 13 september 1844 i Guben, död 4 maj 1936 i Görlitz, var en tysk friherre och militär.
Falkenhausen blev officer vid infanteriet 1862, överste och regementschef 1890, generalmajor 1892, general av infanteriet och chef för 13:e armékåren 1900 samt erhöll avsked 1902. Falkenhausen, som under större delen av sin tjänstetid tillhörde generalstaben, erhöll vid krigsutbrottet 1914 befälet över en arméavdelning till Lothringens skydd, blev 1915 generalöverste, i augusti 1916 chef för 6:e armén och 1917 generalguvernör i Belgien. Falkenhausen har bland annat utgett Der grosse Krieg der Jetztzeit (1900) och Flankenbewegung und Massenheer (1911).